# Aller (rivière allemande)
Pour les articles homonymes, voir Aller.
L'Aller est une rivière allemande, l'un des principaux affluents de la Weser.

## Géographie
L'Aller prend sa source dans le land de Saxe-Anhalt dans la Magdeburger Börde sur les contreforts de la colline Hohes Holz, à Seehausen (un quartier de Wanzleben-Börde), 25 kilomètres à l'ouest de Magdebourg. Son cours garde une orientation nord-ouest pour pénétrer en Basse-Saxe où elle participe au drainage de la grande plaine du Nord. Elle traverse Wolfsbourg, Gifhorn, Celle avant de rejoindre la rive droite de la Weser à hauteur de Verden.

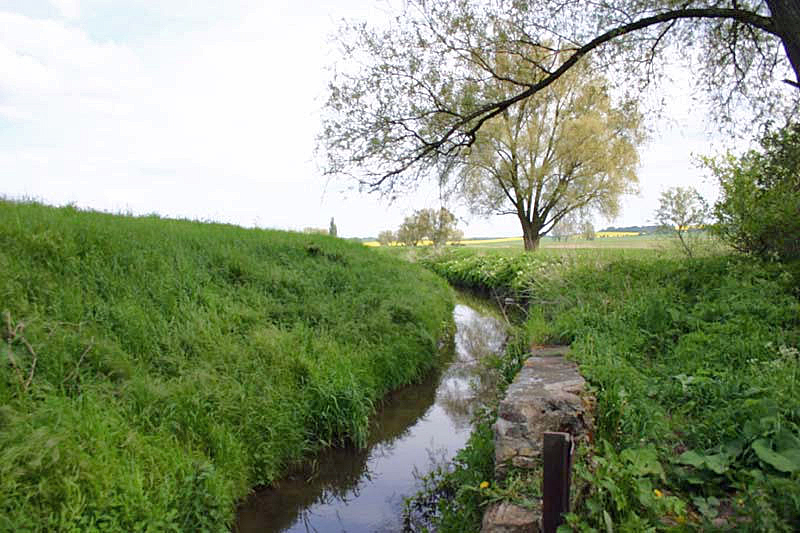
L'Aller près de Wefensleben, environ à 10 km de la source.
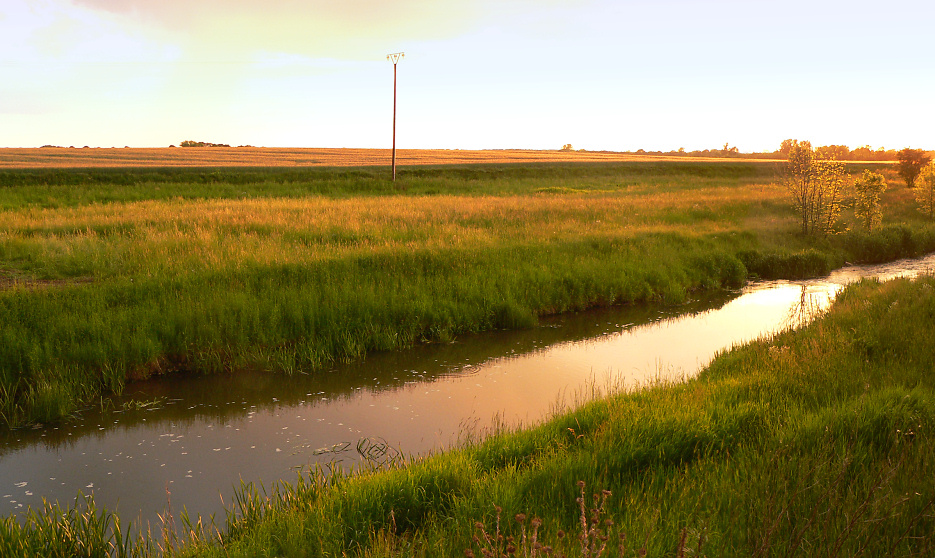
L'Aller près de Oebisfelde.
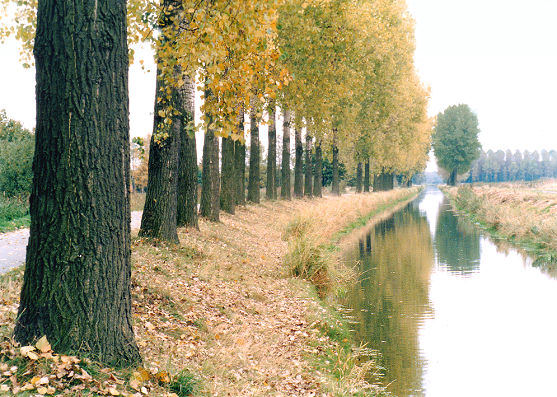
L'Aller près de Wolfsbourg-Vorsfelde.
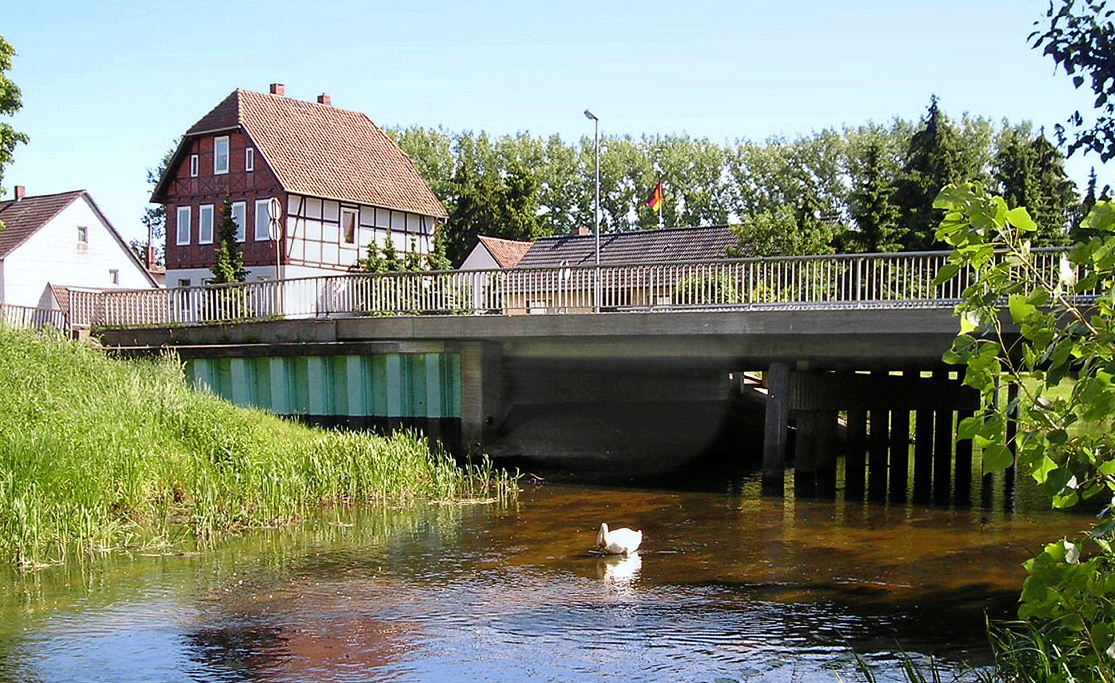
Pont sur l'Aller près de Vorsfelde.